# Нагиб Махфуз
Нагиб Махфуз (арап. نجيب محفوظ; Каиро, 11. децембар 1911 — Каиро, 30. августа 2006), био је египатски књижевник, добитник Нобелове награде за књижевност 1988. године. Сматра се једним од првих савремених писаца арапске литературе, заједно са Тауфиком ал-Хакимом, који се бавио темама егзистенцијализма.
Махфуз је објавио 34 новеле, 30 сценарија, и стотине прича. „Каирска трилогија“ (1956, 1957) је ремек дело. Године 1959, објављује „Children of Gebelawi“ које због богохулности бива забрањено у Египту. Управо се ова књига сматра разлогом атентата на Махфуза 1994. године, након које је Махфуз под сталном пратњом телесних чувара.

## Младост и образовање
Махфуз је рођен у муслиманској фамилији ниже средње класе у средњевековној четврти Фатимид у Каиру 1911. године. Он је био седмо и најмлађе дете, са четири брата и две сестре, од којих су сви били старији од њега. (Искуствено, он је одрастао као „једино дете”.) Фамилија је живела у два популарна дистрикта Каира: прво, у Бајт ал-Квади суседству у Гамалеја кварту старог града, одакле су се преселили 1924. године у Абасеју, тада ново предграђе Каира северно од старог града. Ове локације су пружиле позадину за многа каснија Маџфузова писања. Његов отац, Абдел-Азиз Ибрахим, кога је Махфуз описивао као „старомодног”, био је у државној служби, и Махфуз је касније следио његовим стопама 1934. Махфузова мајка, Фатима, је била кћерка Мустафе Квашиша, једног Ал-Азхарског шеика, и мада је била неписмена, водила је дечака Махфуза на бројне екскурзије до културних локација као што је Египатски музеј и пирамиде.
Махфузова фамилија се убрајала у побожне муслимане и Махфуз је имао строго исламско васпитање. У једном интервјуу, он је говорио је о крутој религијској клими код куће током његовог детињства. Он је изјавио да „Никада не бисте мислили да ће из те породице проистећи уметник.”
Египатска револуција из 1919 је имала јак утицај на њега, мада је он у то време имао само седам година. Са прозора често је гледао док су британски војници пуцали на демонстранте, мушкарце и жене. „Могли бисте рећи ... да је једна ствар која је највише потресла сигурност мог детињства била револуција 1919. године”, рекао је касније.
У својим раним годинама, Махфуз је екстензивно читао и био је под утицајем Хафиза Наџиба, Таха Хусеина и Салама Мусе, Фабијанских интелектуалаца.
Након завршетка средње школе, Махфуз је примљен 1930. године на Египатски универзитет (сад Каирски универзитет), где је студирао филозофију, и дипломирао 1934. године. До 1936, након што је провео годину радећи на својој магистратури у области филозофије, он је одлучио да прекине студије и постане професионални писац. Махфуз је затим радио као новинар за агенцију ал-Рисала, и доприносио је кратким причама ал-Хилалу и Ал-Ахраму.

## Државна служба
Након што је дипломирао филозофију на Каирском универзитету 1934. године, Махфуз је ступио у Египатску државну службу, где је наставио да ради на разним позицијама и министарствима до пензионисања 1971. Он је служио прво као службеник на Каирском универзитету, затим 1938. године, у Министарству исламских задужбина (Awqaf) као парламентарни секретар министра исламских задужбина. Године 1945, он је тражио да буде премештен у ал-Гури маузолејску библиотеку, где је интервјуисао становнике дела града у коме је провео своје детињство у контексту „Пројекта добрих кредита”. Током 1950-их, он је радио као директор цензуре у Бироу уметности, као директор Задужбине за подршку биоскопа, и коначно као консултант Министарства културе.

## Књижена каријера
Махфуз је објавио 34 романа, преко 350 кратких прича, десетине манускрипта за филмове и пет представа током своје седамдесетогодишње каријере. Његов најпознатији рад је вероватно, Каирса трилогија, која описује животе три генерације различитих породица у Каиру од Првог светског рата до након војног удара из 1952. којим је срушен краљ Фарук. Био је члан одбора издавачке куће Dar el-Ma'aref. Многе од његових новела су биле серијализоване у Ал-Ахраму, и његови чланци су се појављивали у седмичној рубрици, „Тачка гледишта”. Пре Нобелове награде само неколико његових романа се појавило на Западу.

### Стил писања и теме
Већина Махфузових раних радова се бавила радњама које се одвијају у Каиру. Abath Al-Aqdar (Исмевање судбине) (1939), Радопис (1943), и Kifah Tibah (Борба Тебе) (1944), су историјски романи, написано као део већег незавршеног пројекта од 30 романа. Инспирисан Волтером Скотом (1771–1832), Махфуз је планирао да покрије целокупну историју Египта у серији књига. Међутим, након трећег тома, померио је свој интерес за садашњост и психолошки утицај друштвених промена на обичне људе.
Махфузова проза је карактерисана директним изразом његових идеја. Његови писани радови покривају широк опсег тема, укључујући социјализам, хомосексуалност, и Бога. Писање о неким од тих тема је било забрањено у Египту. У својим радовима, он је описао развој своје земље током 20. века и комбиноване интелектуалне и културне утицаје Истока и Запада. Његова властита изложеност књижевности неегипатских култура започела је у његовој младости са ентузијастичким конзумирањем западних детективских прича, руских класика и таквих модернистичких писаца као што су Марсел Пруст, Франз Кафка и Џејмс Џојс. Махфузове приче су готово увек постављене у густо насељеним четвртима Каира, где његови ликови, углавном обични људи, покушавају да се изборе са модернизацијом друштва и искушењима западних вредности.
Махфузов централни рад током 1950-их је била Каирска трилогија, која је завршена пре Јулске револуције. Новеле у трилогији су биле насловљене именима улица Палатно шеталиште, Палата жеља, и Шећерна улица. Махфуз је поставио причу у деловима Каира где је одрастао. Романи описују живот патријарха ел-Сајида Ахмеда Абдела Гавада и његове породице током три генерације, од Првог светског рата до 1950-их, кад је краљ Фарук I збачен са власти. Махфуз је престао да пише током неколико година након завршавања трилогије. Разочаран у Насеров режим, који је свргнуо монархију 1952, он је поново почео да објављује 1959, сада пролиферно производећи романе, кратке приче, новинске чланке, мемоаре, есеје и сценарије. Он је изјавио у једном интервјуу из 1998. године, да је он „дуго осећао да је Насер био један од највећих политичких лидера модерне историје. Почео сам да га у потпуности ценим након што је национализовао Суецки канал.”
Tharthara Fawq Al-Nīl (Плутајући на Нилу, 1966) је један од његових најпопуларнијих романа. Он је касније био адаптиран у филм током режима Анвар ел Садата. Прича критикује декаденцију египатског друштва у доба Насера. Садат је био забранио овај роман да би се избегло провоцирање Египћана који су још увек волели бившег председника Насера. Копије је било тешко наћи пре краја деведесетих.
Габелавијева деца (1959, такође познат као Деца из споредне улице) један је Махфузових најбољих радова, у коме се портретише патријарх Гебелави и његова деца, просечни Египћани који живе животе Каина и Авеља, Мојсија, Исуса, и Мухамеда. Гебелави је изградио вилу у оази усред голе пустиње; његово имање постаје сцена породичне свађе која се наставља генерацијама. „Кад год је неко депресиван, испашта или је понижен, он показује на вилу на врху улице на њеном крају који се отвара у пустињу, и жалосно каже: „То је кућа нашег предака, сви смо његова деца, и ми имамо право на његову имовину. Зашто смо гладни? Шта смо учинили?'” Књига је била забрањена широм арапског света, изузев Либана, до 2006, кад је први пут објављена у Египту. Овај рад је био забрањен због његовог наводног богохуљења у виду алегоријског портретисања Бога и монотеистичких Аврамских вера јудаизма, хришћанства, и ислама.
Током 1960-их, Махфуз је даље развио тему да се човечанство све више удаљава од Бога у својим егзистенцијалистичким романима. У Лопову и псима (1961) он је описао судбину марксистичког лопова, који је био пуштен из затвора и планира освету.
Током 1960-их и 1970-их Махфуз је почео слободније да конструише своје романе и да користи унутрашње монологе. У Мирамару (1967) он је развио форму вишеструке нарације у првом лицу. Четири наратора, међу којима су социјалиста и насеритски опортуниста, представљају различите политичке ставове. У центру приче је привлачна служавка. У Арабијским ноћима и данима (1981) и у Путовању Ибн Фатоума (1983) он се надоградио на традиционалним арапским наративима као подтексту. Акенатен: Становник у истини (1985) се бави конфликтом између старих и нових религиозних истина. Многе од његових новела су прво биле објављене у серијализованој форми, укључујући Децу Гебелавија и Мидак улицу која је адаптирана у мексичком филму и коме игра Салма Хајек (El callejón de los milagros).

### Политички утицаји
Већина Махфузових дела се бави углавном политиком, што је чињеница коју је он признао: „У свим мојим делима, наћи ћете политику. Можда ћете наћи причу која игнорише љубав или било који други субјекат, али не и политику; то је оса нашег размишљања”.
Он се залагао за египатски национализам у многим од његових радова, и изражавао је симпатије за Вафд партију из ере након Светског рата. Такође су га привлачили социјалистички и демократски идеали током његове младости. Утицај социјалистичких идеала снажно се одражава у његовим првим романима, Ал-Калили и Нови Каиро, као и у многим његовим каснијим радовима. Паралелна са његовим симпатијама за социјализам и демократију била је његова антипатија према исламском екстремизму.
Махфуз је лично знао Сејида Кутба у својој младости, кад је потоњи изражавао више интереса у књижевну критику него у исламски фундаментализам; Кутб је касније постао значајан утицај за Муслиманско братство. Заправо, Кутб је био један од првих критичара који су препознали Махфузов таленат, средином 1940-их. Махфуз је чак посетио Кутба кад је он касније био у болници, током 1960-их, при крају свог живота. У његовог семи-аутобиографској новели, Огледала, он је оцртао веома негативан портрет Сејида Кутбе. Био је разочаран револуцијом из 1952. и поразом Египта 1967. године у Шестодневном рату. Он је подржавао принципе револуције, али је његов ентузијазам ишчезао, говорећи да пракса није успела да их подржи.
Нагиб Махфуз је утицао на нову генерацију египатских правника, укључујући Набила Моунира и Реда Аслана.

### Рецепција
Махфуз је добио похвале од америчких рецензената:
„Уличице, куће, палате и џамије и људи који живе између њих узбуђени су вивидношћу у раду Махфуза, као што су улице Лондона биле призиване Дикенсом.”
—Њузвик
„Широм Нагив Махфузове фикције постоји прожимајући осећај метафоре, књижевног уметника који користи своју фикцију да директно и недвосмислено говори о стању своје земље. Његов рад је прожет љубављу према Египту и њеним људима, али је и потпуно искрен и несентименталан.”
—Вашингтон пост
„Махфузов рад је свеже нијансиран и опсесивно лиричан. Нобелова награда признаје универзални значај [његове] фикције.”
—Лос Анђелес тајмс
„Господин Махфуз је отелотворио суштину онога што чини сурови, храпави, хаотични људски мравињак Каира могућим.”
—Економист

### Нобелова награда за књижевност
Махфуз је био награђен Нобеловом наградом за књижевност 1988. године, први и једини је арапски писац који је примио ту награду. Недуго након што је освојио награду Махфуз је изјавио „Нобелова награда ми је први пут у животу пружила осећај да се моја књижевност може ценити на међународном нивоу. Арапски свет је такође са собом освојио Нобелову награду. Верујем да су отворена међународна врата, а од сада ће писмени људи разматрати и арапску књижевност. Заслужујемо то признање.” Шведско писмо Махфузу је садржало цитат „богат и сложен рад позива нас да преиспитамо основне ствари у животу. Теме попут природе времена и љубави, друштва и норми, знања и вере се понављају у различитим ситуацијама и презентују се на промишљеним, евокативним и очигледно смелим начинима. А поетски квалитет ваше прозе се може осетити преко језичке баријере. У наводу награде вама се придаје заслуга за формирање арапске наративне уметности која се односи на цело човечанство.” Пошто је Махфуз налазио путовање у Шведску тешким у његовим годинама, он није присуствовао церемонији доделе награда.

### Политичко учешће
Махфуз се није устручавао од контроверзности изван свог рада. Као последица његове отворене подршке за Садатов мировни споразум из Камп Дејвида са Израелом 1978. године, његове књиге су биле забрањене у многим арапским земљама, док касније он није био награђен Нобеловом наградом. Попут многих египатских писаца и интелектуалаца, Махфуз је био на „листи смрти” исламских фундаменталиста. Он је бранио Салмана Руждија након што је ајатолах Рухолах Хомеини осудио Руждија на смрт 1989. године, али је исто тако критиковао његове Сатанске стихове као „увредљиве” за ислам. Махфуз је веровао у слободу изражавања, и, мада се он лично није слагао са Руждијевим радом, он није сматрао да треба да постоји фатва осуђујући га на смрт због тога. Године 1989, након ајатолах Рухолах Хомеинијеве фатве којом позива да Салман Ружди и његови издавачи буду убијени, Махфуз је називао Хомеинија терористом. Убрзо након тога је Махфуз заједно са 80 других интелектуалаца декларисао да „нема таквог богохуљења које повређује ислам и Муслимане у тој мери да би се позивало на убиство аутора.”

## Покушај атентата
Појава Сатанских стихова поново је оживела контроверзу око Махфузовог романа Габелавијева деца. Следиле су смртне претње против Махфуза, укључујући једну од „слепог шеика”, који је рођен у Египту, Омара Абдуал-Рахмана. Махфузу је дата полицијска заштита, али је 1994. године један исламски екстремиста успео да нападне 82-годишњег романописца и да га убоде у врат изван његове куђе у Каиру.
Он је преживео, трајно погођен оштећењем нерва десног горњег уда. Након тог инцидента Махфуз није могао да пише дуже од неколико минута на дан и консеквентно произвео је све мањи и мањи број радова. Након инцидента, он је живео под константном заштитом телохранитеља. Коначно, почетком 2006, роман је објављен у Египту са предговором који је написао Ахмад Камал Абоул-Магд. Након претњи, Махфуз је боравио у Каиру са његовим адвокатом, Набил Моунир Хабибом. Махфуз и Моунир су проводили највећи део њиховог времена у Моунировој канцеларији; Махфуз је користио Моунирову библиотеку као референцу за већину својих књига. Махфуз је остао са Моуниром до своје смрти.

## Лични живот
Махфуз је остао неожењен до 43 године, јер је веровао да ће својим бројним рестрикцијама и ограничењима брак отежати његову књижевну будућност. „Бојао сам се брака ... посебно када сам видео како су моја браћа и сестре били заузети са друштвеним догађајима због тога. Овај је отишао да посети људе, онај је позвао људе. Имао сам утисак да ће брачни живот одузети сво моје време. Видео сам себе како се утапам у посетама и забавама. Без слободе.”
Међутим, 1954. године он је тихо оженио коптску православну жену из Александрије, Атијаталан Ибрахим, са којом је имао две кћерке, Фатиму и Ом Калтум. Они су иницијално живели у кући на сплаву у Каиру, на западној обали Нила, да би се касније преселили у стан поред реке у истој области. Махфуз је избегавао јавно излагање, а нарочито упите о његовом приватном животу, што је, како је рекао, „глупа тема у часописима и радио програмима”.
Махфуз изразито није волео да путује. Он није отишао ни у Стокхолм на церемонију доделе Нобелове награде. Београд је био један од ретких градова у које је радо одлазио и изражавао је велико поштовање према Србији.